# ФК „Карабах“
ФК „Карабах“ (на азербайджански: Qarabağ Futbol Klubu, Карабах Футбол Клубу) е азербайджански футболен отбор от град Агдам.
Клубът играе в Азербайджанската премиер лига и е 3-кратен носител на купата на страната. ФК „Карабах“ става първият отбор извън Баку, който печели шампионата на Азербайджан. Тимът е и най-успешният азербайджански отбор в европейските турнири. Най-голямата му победа в евротурнирите е през сезон 2011/12 в Лига Европа, когато побеждава литовския ФК „Банга“ с 4:0. Клубът е сред 3-те отбора, участвали във всички издания на първенството на Азербайджан.

## Успехи
Азербайджан
- Премиер лига:
  -  Шампион (12): 1993, 2013/14, 2014/15, 2015/16, 2016/17, 2017/18, 2018/19, 2019/20, 2021/22, 2022/23, 2023/24, 2024/25
  -  Сребърен медалист (4): 1993/94, 1996/97, 2012/13, 2020/21
  -  Бронзов медалист (4): 2001/02, 2003/04, 2009/10, 2010/11
- Купа на Азербайджан:
  -  Носител (8): 1993, 2005/06, 2008/09, 2014/15, 2015/16, 2016/17, 2021/22, 2023/24
  -  Финалист (4): 1995/96, 1997/98, 1999/00, 2024/25
- Суперкупа на Азербайджан:
  - Носител (1): 1994

СССР
- Азербайджанска лига:
  -  Шампион (2): 1988, 1990
- Купа на Азербайджанска ССР:
  - Шампион (1): 1990

## Привърженици
Въпреки че основната бройка фенове е от Агдам, клубът се радва на много подкрепа и от други части на държавата. Това е така поради факта, че ФК Карабах е единственият тим от разкъсвания от войни район на Нагорни Карабах. Клубът е осанка на миналото и жив символ на слава и чест за повече от половин милион вътрешно-разселени азери. В последно време благодарение на добри изяви клубът вдъхновява и инициира специални проекти за стабилизиране и развитие на населението край границата с Нагорни Карабах.

## Срещи с български отбори
„Карабах“ се е срещал с български отбори в приятелски срещи.

### „Лудогорец“
С „Лудогорец“ се е срещал един път в приятелски мач. Мачът е на 23 юни 2018 г. в австрийския град Кьосен като срещата завършва 1:1.

### Български футболисти
- Иван Караманов: 2004/05 - (19 мача - 0 гола)
- Симеон Славчев: 2018/19 - (18 мача - 2 гола)